# Badminton 2018
Höhepunkte des Badmintonjahres 2018 waren der Uber Cup 2018, der Thomas Cup 2018 und die Weltmeisterschaften. Bei Multisportveranstaltungen stand Badminton bei den Commonwealth Games, den Olympischen Jugend-Sommerspielen, den Südamerikaspielen, den African Youth Games, den European Universities Games, den Zentralamerika- und Karibikspielen und den Asienspielen im Programm.
== BWF World Tour 1000, 750 und 500 ==
| Veranstaltung           | Report            | Herreneinzel      | Dameneinzel       | Herrendoppel                                   | Damendoppel                             | Mixed                                    |
| World Tour Finals       | World Tour Finals | World Tour Finals | World Tour Finals | World Tour Finals                              | World Tour Finals                       | World Tour Finals                        |
| ----------------------- | ----------------- | ----------------- | ----------------- | ---------------------------------------------- | --------------------------------------- | ---------------------------------------- |
| BWF Super Series Finals | Report            | Shi Yuqi          | P. V. Sindhu      | Li Junhui Liu Yuchen                           | Misaki Matsutomo Ayaka Takahashi        | Wang Yilu Huang Dongping                 |
| Super 1000              |                   |                   |                   |                                                |                                         |                                          |
| All England             | Report            | Shi Yuqi          | Tai Tzu-ying      | Markus Fernaldi Gideon Kevin Sanjaya Sukamuljo | Kamilla Rytter Juhl Christinna Pedersen | Yuta Watanabe Arisa Higashino            |
| Indonesia Open          | Report            | Kento Momota      | Tai Tzu-ying      | Markus Fernaldi Gideon Kevin Sanjaya Sukamuljo | Yuki Fukushima Sayaka Hirota            | Tontowi Ahmad Liliyana Natsir            |
| China Open              | Report            | Anthony Ginting   | Carolina Marín    | Kim Astrup Anders Skaarup Rasmussen            | Misaki Matsutomo Ayaka Takahashi        | Zheng Siwei Huang Yaqiong                |
| Super 750               |                   |                   |                   |                                                |                                         |                                          |
| Malaysia Open           | Report            | Lee Chong Wei     | Tai Tzu-ying      | Takeshi Kamura Keigo Sonoda                    | Misaki Matsutomo Ayaka Takahashi        | Zheng Siwei Huang Yaqiong                |
| Japan Open              | Report            | Kento Momota      | Carolina Marín    | Markus Fernaldi Gideon Kevin Sanjaya Sukamuljo | Yuki Fukushima Sayaka Hirota            | Zheng Siwei Huang Yaqiong                |
| Denmark Open            | Report            | Kento Momota      | Tai Tzu-ying      | Markus Fernaldi Gideon Kevin Sanjaya Sukamuljo | Yuki Fukushima Sayaka Hirota            | Zheng Siwei Huang Yaqiong                |
| French Open             | Report            | Chen Long         | Akane Yamaguchi   | Han Chengkai Zhou Haodong                      | Mayu Matsumoto Wakana Nagahara          | Zheng Siwei Huang Yaqiong                |
| Fuzhou China Open       | Report            | Kento Momota      | Chen Yufei        | Markus Fernaldi Gideon Kevin Sanjaya Sukamuljo | Lee So-hee Shin Seung-chan              | Zheng Siwei Huang Yaqiong                |
| Super 500               |                   |                   |                   |                                                |                                         |                                          |
| Malaysia Masters        | Report            | Viktor Axelsen    | Ratchanok Intanon | Fajar Alfian Muhammad Rian Ardianto            | Kamilla Rytter Juhl Christinna Pedersen | Tang Chun Man Tse Ying Suet              |
| Indonesian Masters      | Report            | Anthony Ginting   | Tai Tzu-ying      | Markus Fernaldi Gideon Kevin Sanjaya Sukamuljo | Misaki Matsutomo Ayaka Takahashi        | Zheng Siwei Huang Yaqiong                |
| India Open              | Report            | Shi Yuqi          | Zhang Beiwen      | Markus Fernaldi Gideon Kevin Sanjaya Sukamuljo | Greysia Polii Apriyani Rahayu           | Mathias Christiansen Christinna Pedersen |
| Thailand Open           | Report            | Kanta Tsuneyama   | Nozomi Okuhara    | Takeshi Kamura Keigo Sonoda                    | Greysia Polii Apriyani Rahayu           | Hafiz Faizal Gloria Emanuelle Widjaja    |
| Singapore Open          | Report            | Chou Tien-chen    | Sayaka Takahashi  | Mohammad Ahsan Hendra Setiawan                 | Ayako Sakuramoto Yukiko Takahata        | Goh Soon Huat Shevon Jemie Lai           |
| Korea Open              | Report            | Chou Tien-chen    | Nozomi Okuhara    | Hiroyuki Endo Yuta Watanabe                    | Misaki Matsutomo Ayaka Takahashi        | He Jiting Du Yue                         |
| Hong Kong Open          | Report            | Son Wan-ho        | Nozomi Okuhara    | Markus Fernaldi Gideon Kevin Sanjaya Sukamuljo | Yuki Fukushima Sayaka Hirota            | Yuta Watanabe Arisa Higashino            |

## Jahresterminkalender
| Datum                           | Veranstaltung                                        | Ort                 | Typ                                        |
| ------------------------------- | ---------------------------------------------------- | ------------------- | ------------------------------------------ |
| 9.–14. Januar 2018              | Thailand Masters                                     | Bangkok             | BWF Super 300                              |
| 11.–14. Januar 2018             | Estonian International                               | Tallinn             | International Series                       |
| 16.–21. Januar 2018             | Malaysia Masters                                     | Kuala Lumpur        | BWF Super 500                              |
| 18.–21. Januar 2018             | Swedish Open                                         | Lund                | International Series                       |
| 18.–21. Januar 2018             | Polish Juniors                                       | Przemyśl            | Junior International Series                |
| 19.–21. Januar 2018             | Medvode Forza Cup                                    | Medvode             | U11, U13, U15                              |
| 19.–21. Januar 2018             | Masters Cup Senior                                   | Moskau              | Doppel / Mixed                             |
| 23.–28. Januar 2018             | Indonesian Masters                                   | Jakarta             | BWF Super 500                              |
| 25.–28. Januar 2018             | Iceland International                                | Reykjavík           | International Series                       |
| 26.–28. Januar 2018             | Swedish Juniors                                      | Uppsala             | Junior International Series                |
| 26.–28. Januar 2018             | Swedish Youth International                          | Uppsala             | BEC-U17                                    |
| 30. Januar – 4. Februar 2018    | India Open                                           | Neu-Delhi           | BWF Super 500                              |
| 2.–4. Februar 2018              | KMB 2010 Cup                                         | Kastrup             | U15                                        |
| 8.–11. Februar 2018             | Hungarian Juniors                                    | Pécs                | Junior International Series                |
| 9.–11. Februar 2018             | Stockholm Vintage                                    | Sollentuna          | Seniorensport                              |
| 13.–18. Februar 2018            | Badminton-Mannschaftseuropameisterschaften           | Kasan               | BEC-Veranstaltung                          |
| 16.–18. Februar 2018            | Badminton-U15-Europameisterschaft                    | Kasan               | BEC-Veranstaltung                          |
| 16.–18. Februar 2018            | Spanish Juniors                                      | Oviedo              | Junior International Series                |
| 16.–18. Februar 2018            | France Youth Open                                    | Aire-sur-la-Lys     | BEC-U17                                    |
| 20.–25. Februar 2018            | Swiss Open                                           | Basel               | BWF Super 300                              |
| 21.–24. Februar 2018            | Austrian Open                                        | Wien                | International Challenge                    |
| 23.–25. Februar 2018            | Italian Juniors                                      | Mailand             | Junior International Series                |
| 28. Februar – 3. März 2018      | Slovak Open                                          | Trenčín             | Future Series                              |
| 28. Februar – 4. März 2018      | Dutch Juniors                                        | Haarlem             | Junior International Grand Prix            |
| 6.–11. März 2018                | German Open                                          | Mülheim an der Ruhr | BWF Super 300                              |
| 6.–11. März 2018                | Spanish Para Badminton International                 | Alcúdia             | Parabadminton                              |
| 8.–11. März 2018                | Portugal International                               | Caldas da Rainha    | International Series                       |
| 8.–11. März 2018                | German Juniors                                       | Berlin              | Junior International Grand Prix            |
| 14.–18. März 2018               | All England Open Badminton Championships             | Birmingham          | BWF Super 1000                             |
| 15.–17. März 2018               | Israel Juniors                                       | Rischon LeZion      | Junior International Series                |
| 15.–17. März 2018               | Israel Youth International                           | Rischon LeZion      | U13, U15                                   |
| 15.–18. März 2018               | Czech International Future Series                    | Karviná             | International Series                       |
| 22.–25. März 2018               | Polish Open abgesagt                                 |                     | International Challenge                    |
| 27. März – 1. April 2018        | Orléans Masters                                      | Orléans             | BWF Super 100                              |
| 29. März – 1. April 2018        | Croatian International                               | Zagreb              | Future Series                              |
| 29.–31. März 2018               | Greece Youth International                           | Sidirokastro        | U11, U13, U15                              |
| 30. März – 1. April 2018        | Greece Juniors                                       | Sidirokastro        | Junior International Series                |
| 30. März – 1. April 2018        | JOT Youth International                              | Edegem              | U11, U13, U15, BEC-U17                     |
| 5.–7. April 2018                | Czech Youth International                            | Český Krumlov       | BEC-U17                                    |
| 5.–8. April 2018                | Finnish Open                                         | Vantaa              | International Challenge                    |
| 6.–8. April 2018                | International Refrath Cup                            | Refrath             | U11, U13, U15                              |
| 10.–15. April 2018              | Lingshui China Masters                               | Lingshui            | BWF Super 100                              |
| 10.–15. April 2018              | Dubai Para-Badminton International                   | Dubai               | Parabadminton                              |
| 12.–15. April 2018              | Dutch International                                  | Wateringen          | International Series                       |
| 13.–15. April 2018              | Cyprus Juniors                                       | Nicosia             | Junior International Series                |
| 19.–22. April 2018              | Greece International                                 | Sidirokastro        | Future Series                              |
| 24.–29. April 2018              | Badminton-Europameisterschaften                      | Huelva              | BEC-Veranstaltung                          |
| 24.–29. April 2018              | Uganda Para-Badminton International                  | Kampala             | Parabadminton                              |
| 26.–29. April 2018              | Kassabian Brothers Bulgarian Youth International     | Pasardschik         | U13, U15                                   |
| 26.–29. April 2018              | Valamar Junior Open                                  | Dubrovnik           | Junior International Series                |
| 27.–29. April 2018              | Croatian Youth International abgesagt                | Dubrovnik           | U11, U13, U15                              |
| 30. April – 2. Mai 2018         | Bulgarian Youth International                        | Pasardschik         | BEC-U17                                    |
| 1.–6. Mai 2018                  | New Zealand Open                                     | Auckland            | BWF Super 300                              |
| 10.–13. Mai 2018                | Slovenian International                              | Medvode             | International Series                       |
| 11.–13. Mai 2018                | Faroe Islands Juniors                                | Tórshavn            | U15                                        |
| 8.–13. Mai 2018                 | Australian Open                                      | Sydney              | BWF Super 300                              |
| 8.–13. Mai 2018                 | Turkish Para-Badminton International                 | Konya               | Parabadminton                              |
| 18.–20. Mai 2018                | Glasgow Youth International                          | Glasgow             | U13, U15                                   |
| 18.–20. Mai 2018                | Adria Youth International                            | Opatija             | U9, U11, U13, U15                          |
| 18.–20. Mai 2018                | Open Nordic                                          | Tampere             | Seniorensport                              |
| 18.–20. Mai 2018                | Adria Youth International                            | Opatija             | BEC-U17                                    |
| 19.–20. Mai 2018                | Adria Masters                                        | Opatija             | Seniorensport                              |
| 20.–27. Mai 2018                | Thomas Cup Uber Cup Finale                           | Bangkok             | BWF-Veranstaltung                          |
| 24.–27. Mai 2018                | Romanian International abgesagt                      |                     | Future Series                              |
| 25.–27. Mai 2018                | Polish Youth Open                                    | Głubczyce           | BEC-U17                                    |
| 31. Mai – 3. Juni 2018          | Latvia International                                 | Jelgava             | Future Series                              |
| 1.–3. Juni 2018                 | Austrian Youth Open                                  | Lauterach           | BEC-U17                                    |
| 7.–10. Juni 2018                | Lithuanian International                             | Kaunas              | Future Series                              |
| 8.–10. Juni 2018                | German Youth International                           | Refrath             | BEC-U17                                    |
| 12.–17. Juni 2018               | US Open                                              | Fullerton           | BWF Super 300                              |
| 14.–17. Juni 2018               | Spanish International                                | Madrid              | International Challenge                    |
| 14.–17. Juni 2018               | Serbian Youth International                          | Novi Sad            | U9, U11, U13, U15, BEC-U17                 |
| 19.–23. Juni 2018               | Badminton-Europapokal                                | Białystok           | BEC-Veranstaltung                          |
| 19.–24. Juni 2018               | Canada Open                                          | Calgary             | BWF Super 100                              |
| 19.–24. Juni 2018               | Irish Para-Badminton International                   | Dublin              | Parabadminton                              |
| 26. Juni – 1. Juli 2018         | Malaysia Open                                        | Bukit Jalil         | BWF Super 750                              |
| 28. Juni – 1. Juli 2018         | Russian Juniors                                      | Gattschina          | Junior International Series                |
| 28. Juni – 1. Juli 2018         | Russian Youth International                          | Gattschina          | BEC-U17                                    |
| 3.–8. Juli 2018                 | Indonesia Open                                       | Jakarta             | BWF Super 1000                             |
| 4.–8. Juli 2018                 | St. Petersburg White Nights                          | Gattschina          | International Challenge                    |
| 10.–15. Juli 2018               | Thailand Open                                        | Bangkok             | BWF Super 500                              |
| 17.–22. Juli 2018               | Singapore Open                                       | Singapur            | BWF Super 500                              |
| 23.–29. Juli 2018               | Thailand Para-Badminton International                | Bangkok             | Parabadminton                              |
| 24.–29. Juli 2018               | Russian Open                                         | Wladiwostok         | BWF Super 100                              |
| 24.–29. Juli 2018               | Akita Masters                                        | Akita               | BWF Super 100                              |
| 26.–29. Juli 2018               | Bulgarian Youth Open                                 | Pasardschik         | U10, U12, U14                              |
| 30. Juli – 5. August 2018       | Weltmeisterschaft                                    | Nanjing             | BWF-Veranstaltung                          |
| 1.–4. August 2018               | Ukraine Juniors                                      | Dnipro              | Junior International Series                |
| 7.–12. August 2018              | Vietnam Open                                         | Ho-Chi-Minh-Stadt   | BWF Super 100                              |
| 7.–12. August 2018              | Brazil Para-Badminton International                  | São Paulo           | Parabadminton                              |
| 9.–12. August 2018              | Bulgarian Juniors                                    | Pasardschik         | Junior International Series                |
| 13.–16. August 2018             | Bulgarian Open                                       | Sofia               | International Series                       |
| 17.–19. August 2018             | Lithuanian Juniors                                   | Klaipėda            | Junior International Series                |
| 17.–19. August 2018             | French Youth International                           | Talence             | BEC-U17                                    |
| 24.–26. August 2018             | Kassabian Brothers Youth International               | Chaskowo            | U13, U15, BEC-U17                          |
| 24.–26. August 2018             | Danish Junior Cup                                    | Gentofte            | Junior International Series, BEC-U17       |
| 28. August – 2. September 2018  | Spain Masters                                        | Barcelona           | BWF Super 300                              |
| 29. August – 2. September 2018  | Kharkiv International                                | Charkiw             | International Challenge                    |
| 30. August – 1. September 2018  | Polish Youth International                           | Lubin               | BEC-U17                                    |
| 31. August – 2. September 2018  | Irish Juniors                                        | Dublin              | Junior International Series                |
| 4.–9. September 2018            | Hyderabad Open                                       | Hyderabad           | BWF Super 100                              |
| 6.–9. September 2018            | Belarus International                                | Minsk               | Future Series                              |
| 7.–16. September 2018           | Badminton-Junioreneuropameisterschaft                | Tallinn             | BEC-Veranstaltung                          |
| 7.–9. September 2018            | Zagreb Youth Open                                    | Zagreb              | U9, U11, U13, U15, BEC-U17                 |
| 11.–16. September 2018          | Japan Open                                           | Tokio               | BWF Super 750                              |
| 12.–15. September 2018          | Belgian International                                | Löwen               | International Challenge                    |
| 13.–16. September 2018          | Swedish Youth Games                                  | Malmö               | U13, U15, BEC-U17                          |
| 18.–23. September 2018          | Indonesia Masters Super 100                          | Pangkal Pinang      | BWF Super 100                              |
| 18.–23. September 2018          | China Open                                           | Changzhou           | BWF Super 1000                             |
| 20.–23. September 2018          | Polish International                                 | Bieruń              | International Series                       |
| 20.–23. September 2018          | Turkey Youth Open                                    | Ankara              | BEC-U17                                    |
| 21.–23. September 2018          | Belgian Juniors                                      | Herstal             | Junior International Series                |
| 24.–30. September 2018          | Badminton-Senioreneuropameisterschaft                | Guadalajara         |                                            |
| 25.–30. September 2018          | Korea Open                                           | Seoul               | BWF Super 500                              |
| 25.–30. September 2018          | Japan Para-Badminton International                   | Tokio               | Parabadminton                              |
| 27.–30. September 2018          | Czech Open                                           | Brno                | International Challenge                    |
| 28.–30. September 2018          | 3 Borders International                              | Saint-Louis         | Junior International Series                |
| 28.–30. September 2018          | Slovak Youth International                           | Trenčín             | U15, BEC-U17                               |
| 2.–7. Oktober 2018              | Chinese Taipei Open                                  | Taipeh              | BWF Super 300                              |
| 4.–7. Oktober 2018              | Bulgarian International                              | Sofia               | Future Series                              |
| 5.–7. Oktober 2018              | Slovak Juniors                                       | Trenčín             | Junior International Series                |
| 5.–7. Oktober 2018              | Lithuanian Youth International                       | Vilnius             | BEC-U17                                    |
| 7.–12. Oktober 2018             | Youth Olympic Games                                  | Buenos Aires        | BWF-Veranstaltung                          |
| 9.–14. Oktober 2018             | Dutch Open                                           | Almere              | BWF Super 100                              |
| 16.–21. Oktober 2018            | Denmark Open                                         | Odense              | BWF Super 750                              |
| 16.–21. Oktober 2018            | Denmark Para-Badminton International                 | Odense              | Parabadminton                              |
| 18.–21. Oktober 2018            | Greece Open                                          | Chania              | International Series                       |
| 19.–21. Oktober 2018            | Slovenia Youth International                         | Mokronog            | U11, U13, U15, Junior International Series |
| 19.–21. Oktober 2018            | Austrian Juniors abgesagt                            | Maria Enzersdorf    | Junior International Series                |
| 19.–21. Oktober 2018            | Denmark Senior                                       | Odense              | Seniorensport                              |
| 19.–21. Oktober 2018            | Austrian Youth International                         | Mödling             | BEC-U17                                    |
| 23.–28. Oktober 2018            | French Open                                          | Paris               | BWF Super 750                              |
| 24.–27. Oktober 2018            | Israel International                                 | Kibbutz Hatzor      | Future Series                              |
| 26.–28. Oktober 2018            | Finnish Juniors                                      | Espoo               | Junior International Series                |
| 26.–28. Oktober 2018            | Finnish Youth International                          | Espoo               | U11, U13, U15, U17                         |
| 30. Oktober – 4. November 2018  | SaarLorLux Open                                      | Saarbrücken         | BWF Super 100                              |
| 30. Oktober – 4. November 2018  | Macau Open                                           | Macau               | BWF Super 300                              |
| 30. Oktober – 4. November 2018  | Parabadminton-Europameisterschaft                    | Rodez               | Parabadminton                              |
| 1.–4. November 2018             | Hungarian International                              | Budaörs             | International Challenge                    |
| 5.–10. November 2018            | Badminton-Juniorenweltmeisterschaft Mannschaft       | Markham             | BWF-Veranstaltung                          |
| 6.–11. November 2018            | Fuzhou China Open                                    | Fuzhou              | BWF Super 750                              |
| 8.–11. November 2018            | Norwegian International                              | Sandefjord          | International Series                       |
| 12.–18. November 2018           | Badminton-Juniorenweltmeisterschaft                  | Markham             | BWF-Veranstaltung                          |
| 13.–18. November 2018           | Hong Kong Open                                       | Kowloon             | BWF Super 500                              |
| 14.–17. November 2018           | Irish Open                                           | Dublin              | International Series                       |
| 20.–25. November 2018           | Syed Modi International                              | Lucknow             | BWF Super 300                              |
| 20.–25. November 2018           | Australia Para-Badminton International               | Melbourne           | Parabadminton                              |
| 21.–25. November 2018           | Scottish Open                                        | Glasgow             | BWF Super 100                              |
| 22.–25. November 2018           | Slovenia Future Series                               | Brežice             | Future Series                              |
| 23.–25. November 2018           | Czech Juniors                                        | Orlová              | Junior International Series                |
| 27.–2. Dezember 2018            | Korea Masters                                        | Gwangju             | BWF Super 300                              |
| 28. November – 1. Dezember 2018 | Welsh International                                  | Cardiff             | International Series                       |
| 30. November – 2. Dezember 2018 | Portuguese Juniors                                   | Caldas da Rainha    | Junior International Series                |
| 30. November – 2. Dezember 2018 | Medvode Youth International                          | Medvode             | U11, U13, U15, BEC-U17                     |
| 6.–9. Dezember 2018             | Badminton-Mannschaftseuropameisterschaften, 1. Runde | verschiedene Orte   | BEC-Veranstaltung                          |
| 7.–9. Dezember 2018             | Estonian Juniors                                     | Tartu               | Junior International Series                |
| 7.–9. Dezember 2018             | Estonian Youth International                         | Tartu               | U11, U13, U15, BEC-U17                     |
| 12.–16. Dezember 2018           | BWF World Tour Finals                                | Guangzhou           | BWF World Tour Finals                      |
| 13.–16. Dezember 2018           | Italian International                                | Mailand             | International Challenge                    |
| 13.–16. Dezember 2018           | Cyprus Youth International                           | Nicosia             | U11, U13, U15, BEC-U17                     |
| 13.–16. Dezember 2018           | Turkey Juniors                                       | Ankara              | Junior International Series                |
| 17.–20. Dezember 2018           | Turkey International                                 | Ankara              | International Series                       |